# مرغ توفان ماتسودایرا
مرغ توفان ماتسودایرا(نام علمی: Oceanodroma matsudairae) نام یک گونه از سرده اقیانوس‌روها است.